# Elke Rehder

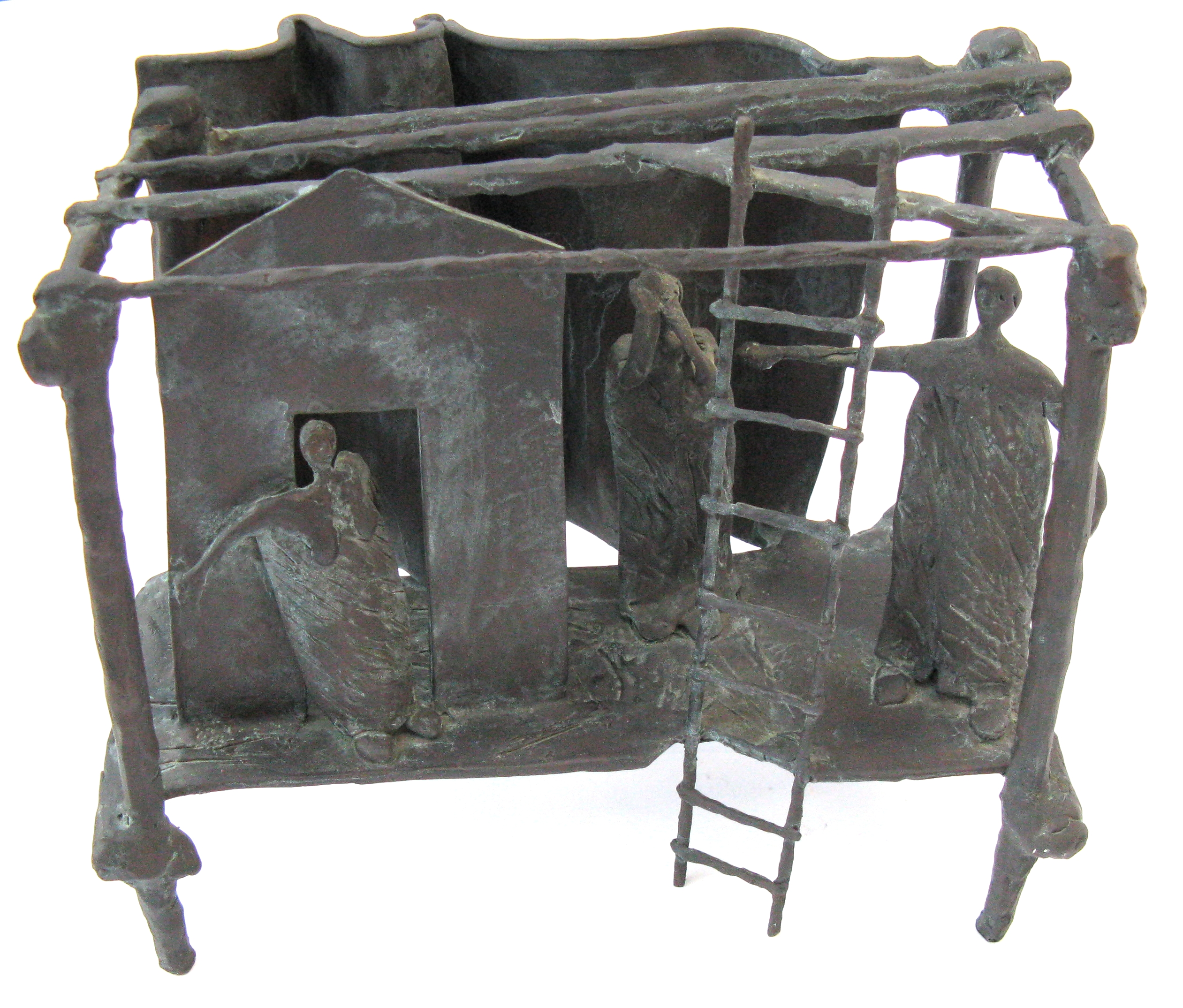
Elke Rehder: Teatro (Escultura de bronce)

Elke Rehder (Hamburgo, 1953) es una artista alemana que vive en Barsbüttel Alemania.

## Biografía
Elke Rehder estudió en la Heatherley School of Fine Art de Londres (1979–80). Durante ese tiempo trabajó principalmente como escultora, creando objetos de hierro, acero, cobre, granito, mármol, así como pequeños bronces fundidos a la cera perdida. Durante su estancia en Londres, el simbolismo del ajedrez  se convierte en un punto central de su obra, siguiendo una declaración de Boris Spassky: "El ajedrez es como la vida". Desde entonces, Elke Rehder crea proyectos de arte de instalación y land art centrados en el ajedrez.
En 1991 Elke Rehder inició el proyecto cultural internacional "Kulturgesellschaft Europa", acompañado de declaraciones de importantes personalidades del mundo cultural, económico y político. Desde entonces comenzó a coleccionar grabados antiguos europeos y periódicos ilustrados. En 2014, la colección de Elke Rehder contenía más de 50 000 imágenes históricas. En 1992 fue galardonada con el premio "Bernhard-Kaufmann-Kunstpreis" en Worpswede.
De 1991 a 1993 amplió sus conocimientos de pintura en la Academia Federal de Educación Cultural en Wolfenbüttel y de 
Artes gráficas en la Universidad de Ciencias Aplicadas de Hamburgo.

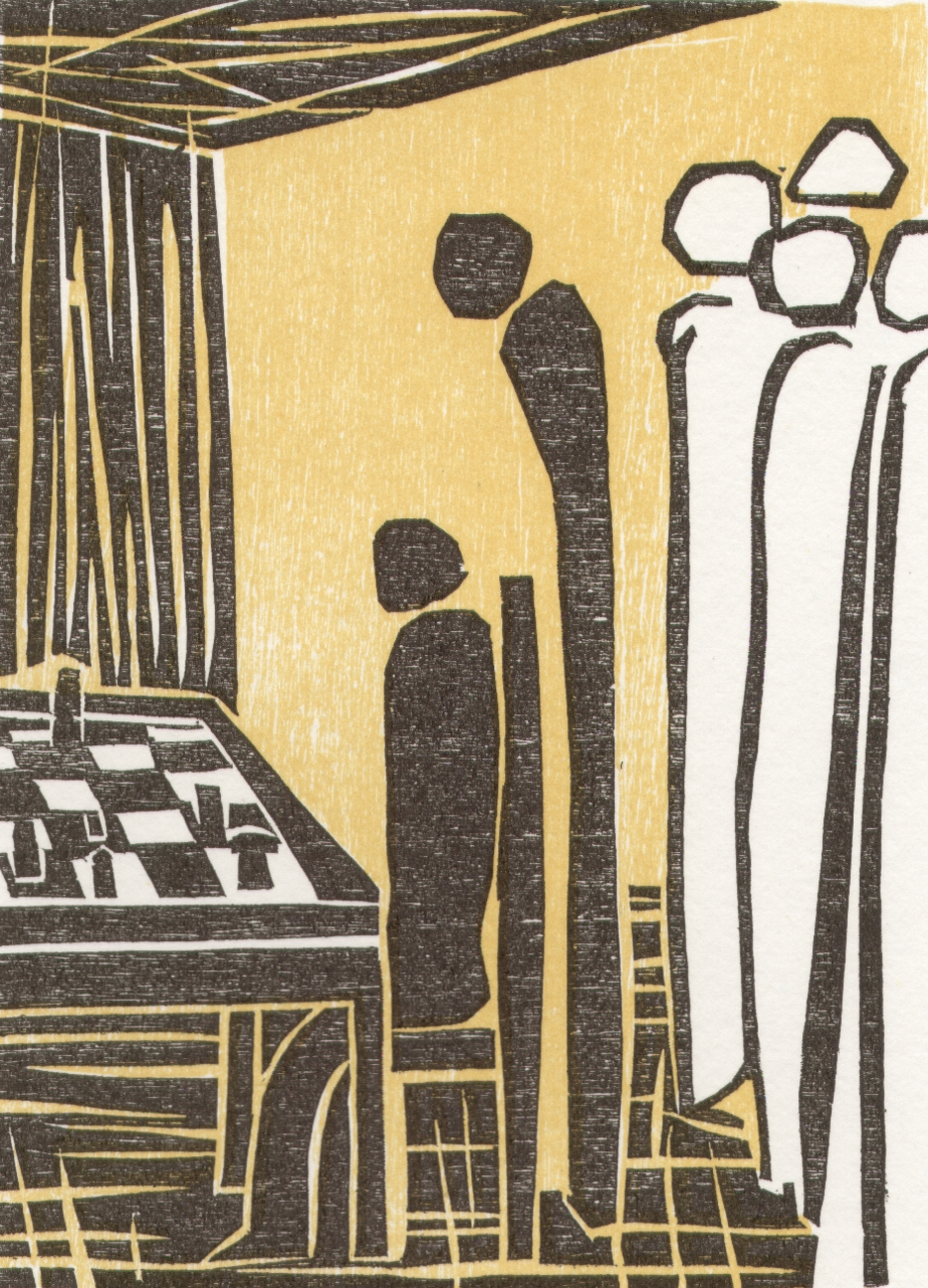
Elke Rehder: grabado en madera de la historia de ajedrez The Royal Game de Stefan Zweig

## Libros de artistas
Desde 1993, Elke Rehder se concentra en la literatura y la poesía lírica y funda Elke Rehder Presse de grabado. Con sus libros de artista participó varias veces en la Feria del Libro de Leipzig, la Feria del Libro de Frankfurt y la mayor feria del libro para pequeños editores y operadores de prensas manuales artísticas en Europa "Mainzer Minipressen-Messe" ( Feria Internacional del Libro para pequeñas editoriales y editoriales privadas ). En la feria internacional de arte y libros antiguos "Quod Libet" en Hamburgo, presentó una carpeta con grabados de El proceso de Franz Kafka y xilografías de El juego real de Stefan Zweig. Además de sus excelentes publicaciones de prensa, Elke Rehder crea numerosos libros pintados, libros-objeto y objetos de arte de papel.

## Exposiciones individuales
- 1992 Reinbek Castle, Reinbek, Germany
- 1993 Federal Ministry of Economics and Technology, Bonn / Berlin, Germany
- 1993 Gallery Art und Weise, Heide, Germany
- 1995 Stichting Ateliers, Driebergen, Netherlands
- 1999 Eutiner Landesbibliothek, Eutin, Germany
- 2000 Gallery Silvia Umla, Völklingen, Germany
- 2001 Haus der Kultur und Bildung, Neubrandenburg, Germany
- 2003 Beeskow Castle, Beeskow, Germany
- 2003 Saarland University, Saarbrücken, Germany
- 2006 Gottfried Wilhelm Leibniz Bibliothek, Hanover, Germany

## Exposiciones colectivas
- 1995 Provinciaal Museum voor Moderne Kunst, Oostend, Belgium
- 1997 Kunsthalle Düsseldorf, Düsseldorf, Germany
- 1997 Internationale Kunstmesse "Kunstmarkt Dresden", Dresden, Germany
- 1998 Austrian National Library, Vienna, Austria
- 1998 Gallery Lang, Vienna, Austria
- 1998 PAPER ART exhibition Speicherstadt, Hamburg, Germany
- 1999 Germanisches Nationalmuseum, Nuremberg, Germany
- 2003 6th Triennale Mondiale d'Estampes, Chamalières, France
- 2005 Museum für Kunst und Gewerbe, Hamburg, Germany
- 2009 State Library of Schleswig-Holstein, Kiel, Germany

## Obras en colecciones
Basel University Library, British Library, Deutsches Buch- und Schriftmuseum, (Leipzig, Germany), Museum of Modern Literature (Marbach, Germany), Duchess Anna Amalia Library, German National Library, Germanisches Nationalmuseum (Nuremberg, Germany), Goethe University Frankfurt, Herzog August Bibliothek, John G. White Collection in the Cleveland Public Library, Klingspor Museum, Koninklijke Bibliotheek, National Library of the Netherlands, Library of Congress, Lothar Schmid Chess Collection (Bamberg, Germany), Museum Meermanno-Westreenianum, Saxon State Library, Swiss National Library, Württembergische Landesbibliothek (Stuttgart, Germany)